# One Central

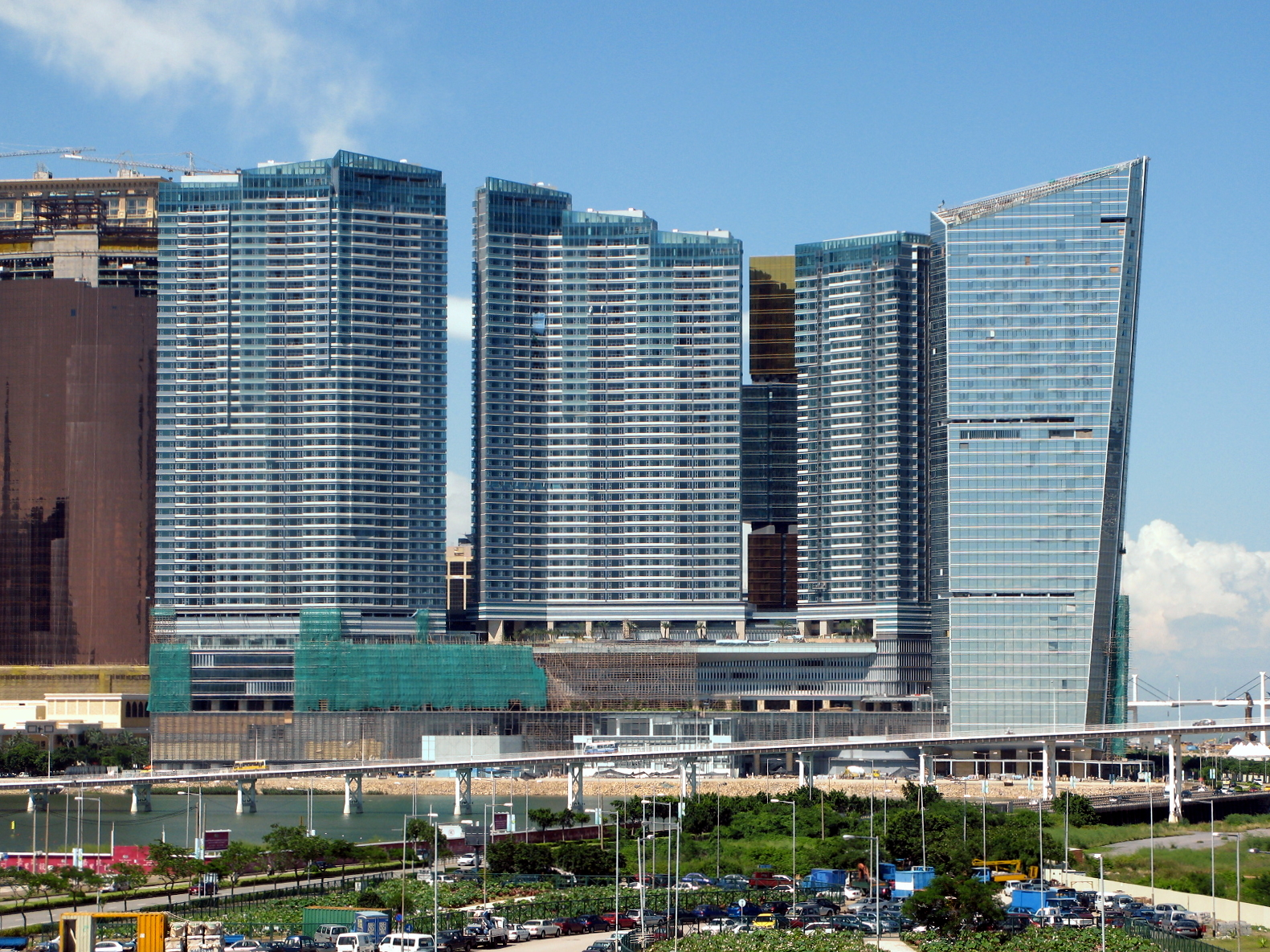
One Central

One Central (壹號湖畔) — высотный жилой и гостиничный комплекс, расположенный в Макао. Состоит из 42-этажного отеля Mandarin Oriental (165 м) и нескольких жилых башен, в том числе двух 47-этажных (161 м), одной 46-этажной (157 м), одной 42-этажной (144 м) и одной 40-этажной (137 м). 
Комплекс насчитывает 796 квартир, 213 гостиничных номеров и 92 обслуживаемых апартамента (жилые квартиры класса люкс, которые обслуживаются по типу номеров). Также в состав комплекса, построенного в 2006 — 2010 году, входят 3-этажный торговый центр, рестораны, бары, бассейны, фитнес-центр, спа-салон, паркинг и подземные этажи. Девелопером One Central являются гонконгские компании Shun Tak Holdings и Hongkong Land, архитекторами выступили американская Kohn Pedersen Fox и гонконгская Wong Tung & Partners.
В торговом центре One Central базируются магазины ведущих мировых компаний и брендов: Berluti, Giorgio Armani, Bulgari, Cartier, Hermès, Louis Vuitton, Ermenegildo Zegna, Christian Dior, Fendi, Dolce & Gabbana, Gucci, Polo Ralph Lauren, Burberry, Hugo Boss, Kenzo, Calvin Klein, Vertu, Montblanc. 